# Мисс (приток Туя)
Мисс — река в Омской и Тюменской областях России. Устье реки находится в 14 км по правому берегу реки Туй. Длина реки составляет 125 км.
Высота истока — 108 м над уровнем моря. Площадь водосборного бассейна — 1310 км².

## Притоки
- Кокса
- 23 км: Тайсы
- 24 км: Малый Быгат
- 42 км: Быгат
- 64 км: Круги
- 72 км: Каргач
- 84 км: Альчи
- 96 км: Чёрный Мисс
- 115 км: Мисс (ручей)
- Голубая

## Данные водного реестра
По данным государственного водного реестра России относится к Иртышскому бассейновому округу, водохозяйственный участок реки — Иртыш от впадения реки Омь до впадения реки Ишим, без реки Оша, речной подбассейн реки — бассейны притоков Иртыша до впадения Ишима. Речной бассейн реки — Иртыш.